# サンデリカ
株式会社サンデリカ（英文社名：SUNDELICA. CO.,LTD. ）は、東京都千代田区に本社を置く日本の食品メーカー。山崎製パンの完全子会社。同社の100%出資により、1980年（昭和55年）にヤマザキグループが中食（デリカテッセン）部門へ初進出するために設立された。

## 概要
主に、山崎製パンが運営するデイリーヤマザキ、ヤマザキショップで販売される中食商品（調理パン、惣菜、弁当・おにぎり、麺類）を製造している。
また、山崎製パンブランドで販売される調理パンの製造も担当し、ローソンなどのコンビニエンスストア、イオングループなどのスーパーマーケットやドラッグストア、JRなどの駅ナカ商業施設、高速道路のサービスエリア、カフェ業態の店舗など、その販路は幅広い。
ヤマザキグループの企業として、特に調理パン部門に強みを持ち、山崎製パンが調理パン専用に開発したパンを使用するなどノウハウを活かして、調理パン部門では年間2億4,000万食を製造し、年間1,000品を超える新製品を発売している。
そのほか、米飯製品（弁当・おにぎり・寿司）、惣菜（おかず・サラダなど）も製造している。
さらに、麺類（うどん・そば・ラーメン・パスタなど）の商品ラインナップを拡充すべく、2012年（平成24年）5月に奈良県大和郡山市の麺類メーカーである大徳食品株式会社（だいとくしょくひん）の全株式を取得して子会社化した。
製造拠点は北海道から四国・九州まで広く分布し、製造した商品を日本全国各地の店舗へ納品している。

### マスコットキャラクター
2003年（平成15年）より、会社のマスコットキャラクターとして「おむすびさん」が設定され、2006年（平成18年）の公式ウェブサイトリニューアル以降は、サイト内に「おむすびさんのお部屋」コーナーが設置されている。
「おむすびさん」は、サンデリカ製おにぎりのラベルに描かれたり、社内ポスターや研修資料などに使用され、また主に従業員向けの非売品グッズ（ぬいぐるみ、ブランケット、エコバッグなど）も製作された。
当初のキャラクターは「おむすびさん」と「たくあんくん」だけだったが、サンドイッチなども含めたキャラクターが増え、LINEスタンプも発売されている。

## 沿革
- 1980年（昭和55年）
  - 5月9日[2]：ヤマザキグループが中食部門へ本格的に初進出するため、山崎製パンの100%出資により株式会社サンデリカを設立[3]。
  - 9月：千葉県鎌ケ谷市に千葉事業所を設置[3]。愛知県西春日井郡西枇杷島町（現：清須市）に名古屋事業所（旧）を設置[3]。
- 1981年（昭和56年）5月：栃木県小山市に小山事業所を設置[3]。
- 1983年（昭和58年）3月：東京都町田市に町田事業所を設置[3]。
- 1984年（昭和59年）3月：大阪府摂津市に大阪事業所を設置[3]。
- 1985年（昭和60年）12月：石川県松任市（現：白山市）に北陸事業所を設置[3]。
- 1986年（昭和61年）
  - 3月：東京都清瀬市に東京事業所（旧）を設置[3]。
  - 11月：福岡県粕屋郡古賀町（現：古賀市）に福岡事業所を設置[3]。
- 1987年（昭和62年）10月：東京都東村山市に物流部を設置し運送事業を開始[3]。
- 1989年（平成元年）2月：広島県廿日市市に広島事業所を設置[3]。
- 1990年（平成2年）4月：ヤマザキ・サングループ厚生年金基金に加入[3]。
- 1991年（平成3年）
  - 5月：宮城県宮城郡利府町に仙台事業所（現：仙台第一事業所）を設置[3]。
  - 7月：愛知県春日井市に名古屋第二事業所（旧）を設置[3]。
- 1992年（平成4年）10月：千葉県野田市に野田事業所を設置[3]。
- 1995年（平成7年）3月：佐賀県鹿島市に佐賀事業所を設置[3]。
- 1997年（平成9年）11月：子会社として、株式会社岡山イワミ食品を岡山県総社市に設立[3]。
- 1999年（平成11年）
  - 2月：宮城県仙台市に仙台事業所仙台第二工場（現：仙台第二事業所）を設置[3]。
  - 3月：子会社として、株式会社ヤマザキデリカを神奈川県津久井郡城山町（現：相模原市緑区）に設立[3]。
- 2000年（平成12年）
  - 2月：旧東京事業所（東京都清瀬市）を埼玉県所沢市へ移転し埼玉事業所に改称[3]。
  - 9月：福島県郡山市に仙台事業所郡山工場（現：郡山事業所）を設置[3]。
- 2001年（平成13年）4月：サンデリカ物流部（東京都東村山市）を分社化し、株式会社ヤマザキ物流（現：株式会社サンロジスティクス[18]）を設立[3]。
- 2003年（平成15年）
  - 7月：山崎製パンクールデリカ事業本部と統合し、8事業所（千葉第二事業所、伊勢崎事業所、平塚事業所、浜松事業所、久御山事業所、阪南事業所、香川事業所、熊本事業所）を稼働[3]。
  - 冬頃：サンデリカのマスコットキャラクター「おむすびさん」が誕生[13]。
- 2005年（平成17年）
  - 3月：小山事業所へ、伊勢崎事業所の生産を移管して統合[3]。
  - 11月：愛知県春日井市に名古屋事業所を新設、旧名古屋第一事業所・名古屋第二事業所の生産を移管して統合[3]。
- 2006年（平成18年）
  - 3月：子会社として、株式会社盛岡デリカを岩手県紫波郡矢巾町に設立[3]。
  - 冬頃：公式ウェブサイトをリニューアル[13]。当時の社長の「遊び心が足りない」との声により、サイト内に「おむすびさんのお部屋」コーナーが設置される[13]。
- 2007年（平成19年）6月：直営の惣菜販売店「さんでりか」を東京都品川区西五反田に出店[3]。
- 2009年（平成21年）：同年春から秋にかけて、デイリーヤマザキで販売された「おかずおむすび」シリーズのラベルに「おむすびさん」が初登場[13]。
- 2010年（平成22年）12月：大阪府泉佐野市に関空事業所を設置[3]。
- 2011年（平成23年）2月：香川県仲多度郡まんのう町に讃岐事業所を設置[3]。
- 2012年（平成24年）
  - 4月：関連会社の株式会社サンロイヤル旭川を吸収合併、サンデリカ旭川事業所として北海道へ進出[3]。
  - 5月：奈良県大和郡山市の麺類メーカー・大徳食品株式会社の全株式を取得して子会社化[3][10][11]。
- 2013年（平成25年）
  - 5月：滋賀県大津市に滋賀事業所をを設置[3]。
  - 7月：千葉県松戸市に千葉事業所松戸分室を設置[3]。
- 2014年（平成26年）
  - 3月：関空事業所および滋賀事業所へ、久御山事業所の生産を移管して統合[3]。
  - 7月：株式会社岡山イワミ食品を吸収合併、サンデリカ岡山事業所とする[3]。
  - 7月：子会社の株式会社ヤマザキデリカを吸収合併、サンデリカ相模原事業所とする[3]。
- 2017年（平成29年）3月：栃木県宇都宮市に宇都宮事業所を設置[3]。
- 2018年（平成30年）3月：奈良県大和郡山市に奈良事業所を設置[3]。
- 2019年（令和元年）7月1日：子会社の株式会社盛岡デリカを吸収合併、サンデリカ盛岡事業所とする[3]。
- 2022年（令和4年）4月 - サンデリカ中央研究所を東京都墨田区に設置。

## 事業所
出典：サンデリカ公式サイト「事業所紹介」。同ページには子会社の大徳食品の事業所も掲載されているため、本節でも記述する。
北海道・東北地方
- 旭川事業所：北海道旭川市（旧：株式会社サンロイヤル旭川）
- 盛岡事業所：岩手県紫波郡矢巾町（旧：株式会社盛岡デリカ）
- 仙台第一事業所：宮城県宮城郡利府町
- 仙台第二事業所：宮城県仙台市泉区
- 郡山事業所：福島県郡山市 - 山崎製パン郡山営業所に隣接
- 大徳食品札幌事業所：北海道札幌市東区（子会社）

関東地方
- 小山事業所：栃木県小山市
- 宇都宮事業所：栃木県宇都宮市 - 大徳食品宇都宮事業所内（宇都宮清原工業団地）
- 埼玉事業所：埼玉県所沢市 - 山崎製パン埼玉第一工場敷地内
- 千葉事業所：千葉県鎌ケ谷市
- 千葉第2事業所：千葉県千葉市美浜区 - 山崎製パン千葉工場敷地内
- 野田事業所：千葉県野田市
- サンデリカ中央研究所：東京都墨田区 - 大徳食品研究開発室を併設（2022年4月新設）
- 町田事業所：東京都町田市
- 相模原事業所：神奈川県相模原市緑区（旧：株式会社ヤマザキデリカ）
- 平塚事業所：神奈川県平塚市 - 山崎製パン平塚営業所内

中部・北陸地方
- 浜松事業所：静岡県浜松市南区 - 山崎製パン浜松事業所敷地内
- 名古屋事業所：愛知県春日井市
- 北陸事業所：石川県白山市
- 大徳食品富士宮事業所：静岡県富士宮市

近畿地方
- 滋賀事業所：滋賀県大津市
- 大阪事業所：大阪府摂津市
- 関空事業所：大阪府泉佐野市
- 阪南事業所：大阪府羽曳野市 - 山崎製パン阪南工場敷地内
- 大徳食品奈良事業所：奈良県大和郡山市（本社併設）
- 大徳食品中京事業所：三重県四日市市 - 名称は「中京事業所」だが、サンデリカ公式サイト「事業所紹介」では近畿地方に分類されている[12]。

中国・四国地方
- 広島事業所：広島県廿日市市
- 岡山事業所：岡山県総社市（旧：株式会社岡山イワミ食品）
- 香川事業所：香川県綾歌郡宇多津町
- 讃岐事業所：香川県仲多度郡まんのう町

九州地方
- 福岡事業所：福岡県古賀市
- 佐賀事業所：佐賀県鹿島市
- 熊本事業所：熊本県宇城市 - 山崎製パン熊本工場敷地内